# Drednot

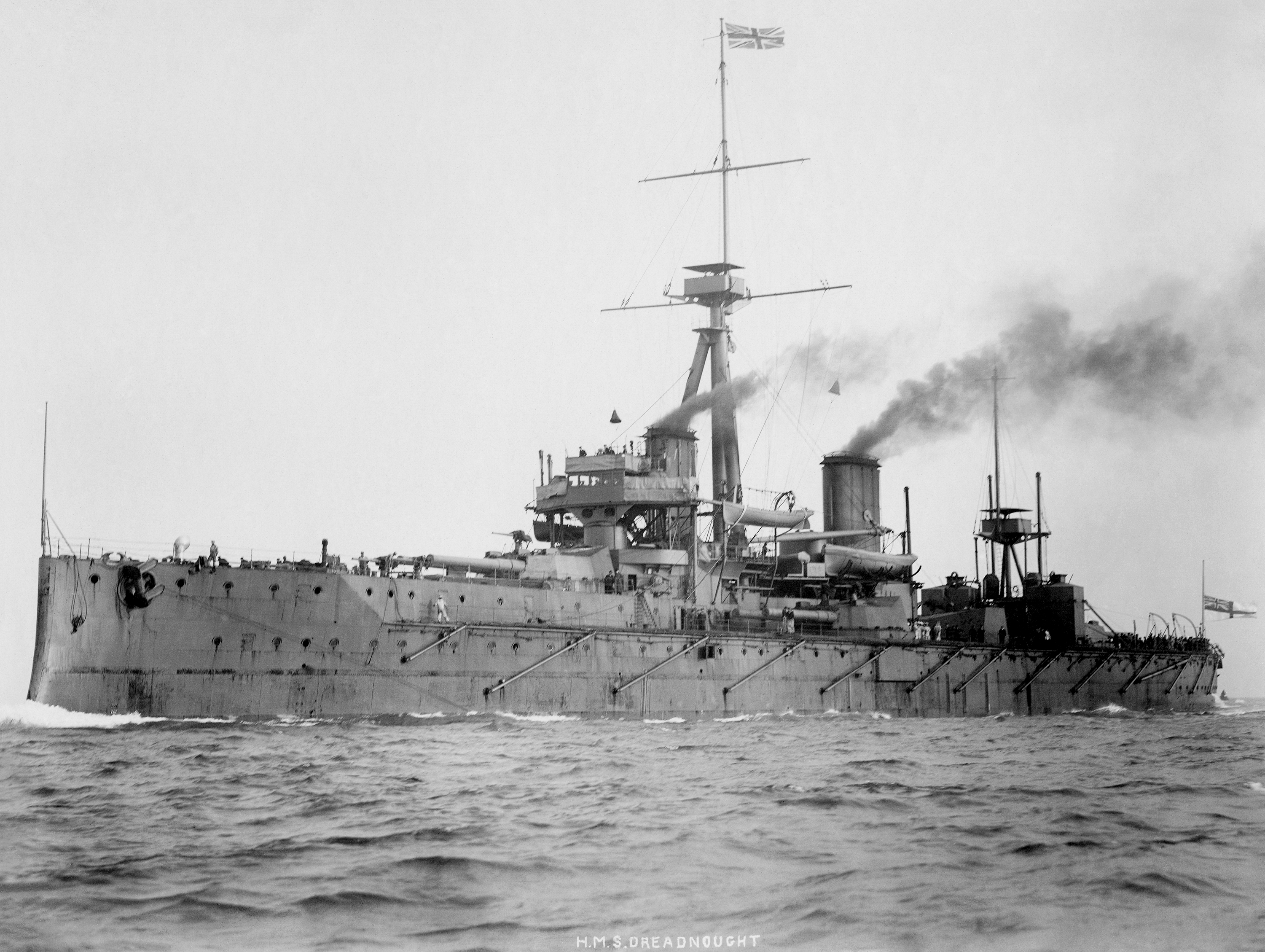
Pierwszy drednot – HMS „Dreadnought” z 1906

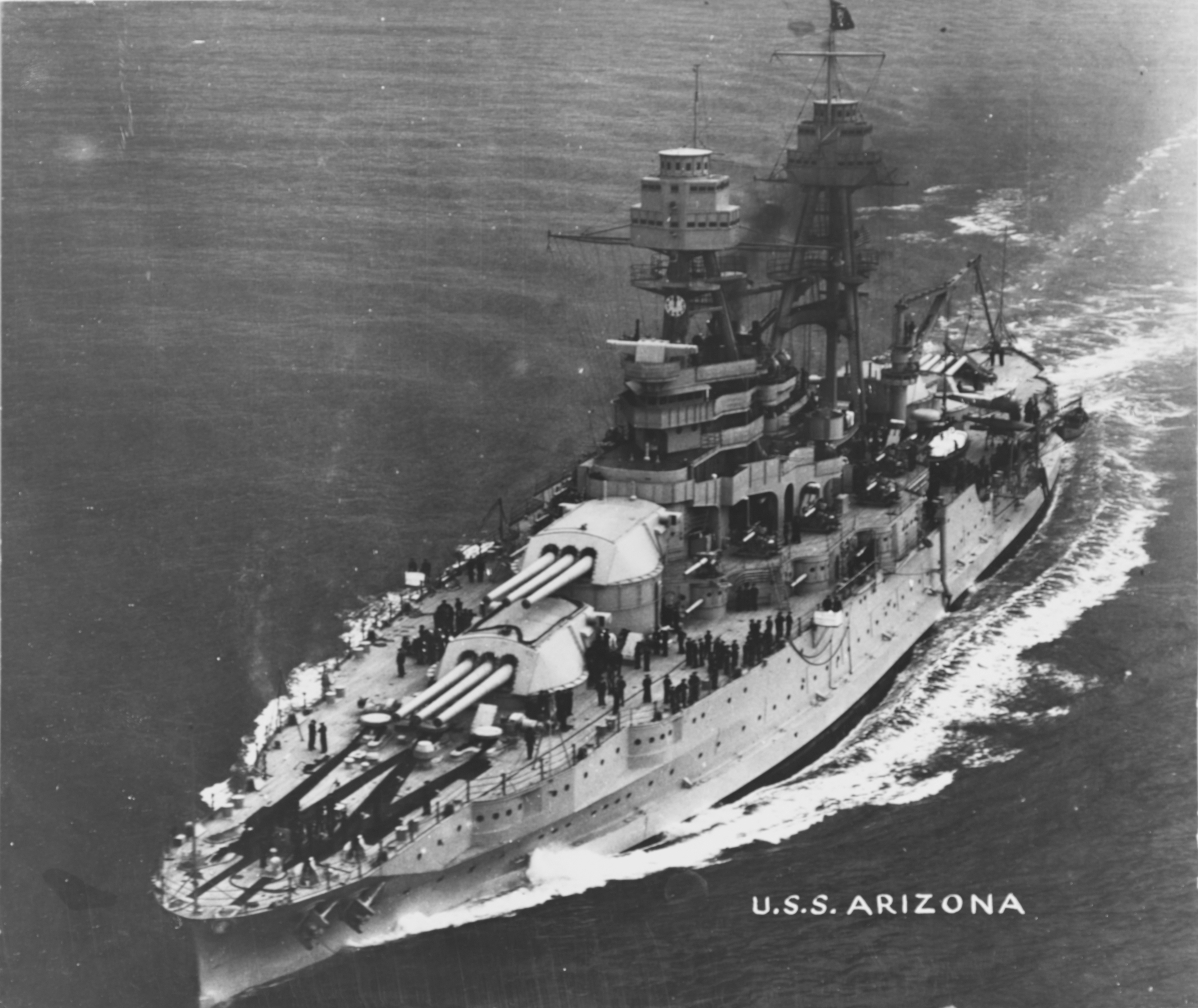
Jeden z późnych typów drednotów – USS „Arizona”, USA, 1916

Drednot (ang. Dreadnought) – określenie generacji pancerników (okrętów liniowych) budowanych od 1906 roku do 1922 roku. Nazwa pochodzi od nazwy brytyjskiego pancernika HMS „Dreadnought”, który wszedł do służby w grudniu 1906 roku jako pierwszy okręt zbudowany według nowych koncepcji. W stosunku do wcześniejszych pancerników (zwanych przeddrednotami lub predrednotami), drednoty charakteryzowały się:
- znacznie silniejszą artylerią główną, złożoną z 8-12 dział jednolitego dużego kalibru (wyjątkiem był HMS „Agincourt” z 14 działami), o dużym zasięgu (predrednoty miały artylerię główną złożoną jedynie z 4 dział głównego kalibru – zwykle 305 mm, albo 4 dział głównego kalibru i 4-12 dział drugiego, mniejszego kalibru, zwykle 203–254 mm)
- większą prędkością, wynoszącą 20-21 węzłów, osiąganą w większości konstrukcji dzięki zastosowaniu turbin parowych (predrednoty osiągały prędkość 15-18 w. i były napędzane maszynami parowymi)
- wykształceniem się systemów kierowania ogniem artylerii, poprawiających jej celność na duże odległości (od około 1911 roku)

Powyższe cechy stanowiły nową jakość w budowie pancerników, powodującą ogromną przewagę drednotów nad starszymi pancernikami, które stały się od razu przestarzałe. Ponadto, na skutek dość szybkiego wówczas postępu w konstrukcji okrętów, drednoty wykorzystywały nowocześniejsze rozwiązania konstrukcyjne, przekładające się na ich większą odporność. Wejście do służby HMS „Dreadnought” spowodowało natychmiast wyścig zbrojeń w konstruowaniu nowych pancerników – w 1910 roku weszły do służby pierwsze niemieckie drednoty typu Nassau i amerykańskie typu South Carolina. Oprócz tych państw, w mniejszej liczbie budowały je Japonia, Francja, Włochy, Austro-Węgry, Rosja i Hiszpania.
W toku dalszego rozwoju pancerników, charakterystyki drednotów ulegały dalszemu polepszeniu, zwłaszcza ich opancerzenie i uzbrojenie. Kaliber dział wzrastał od 280–305 mm, przez 343–356 mm, do dział kalibru 380–406 mm. Pancerniki o kalibrze dział przewyższającym 305 mm określane są także jako „superdrednoty”. Ulepszano przy tym rozmieszczenie wież artylerii, tak że wszystkie późniejsze drednoty miały artylerię główną w osi symetrii okrętu, mogącą strzelać jednocześnie wszystkimi działami na jedną burtę (układ taki stosowany był jedynie na niektórych z wczesnych drednotów). Zwiększała się także wielkość (wyporność) okrętów, od ok. 18-20 000 ton, do 27-33 000 ton, długość kadłubów od ok. 160-180 do 180–200 m (przy szerokości kadłuba ok. 25–29 m). Na skutek ewolucji konstrukcji i ulepszania podziału wewnętrznego na grodzie, wzrastała ich niezatapialność. Większość okrętów miała siłownie o mocy ok. 23-30 000 KM, jedynie na niewielu typach zwiększono tę wartość ponad 40 000 KM. W niewielkim również stopniu zwiększała się prędkość – większość drednotów osiągała 20-21 w., a tylko niektóre typy osiągały prędkość do 23 w (m.in. brytyjski Queen Elizabeth z 1915 o mocy siłowni 56 000 KM). Szczytowym osiągnięciem ery drednotów były japońskie pancerniki typu Nagato (1920), osiągające prędkość 26 w. i uzbrojone w 8 dział 406 mm.
Drednoty były główną siłą bojową flot wojennych podczas I wojny światowej, zwłaszcza stanowiąc uzbrojenie brytyjskiej i niemieckiej floty liniowej. Największym ich starciem była bitwa jutlandzka 31 maja/1 czerwca 1916, w której żaden z drednotów nie został zatopiony, w przeciwieństwie do innych rodzajów okrętów liniowych.
Cechy drednotów, takie jak silna i jednolita artyleria oraz potężne siłownie, zdolne do rozwijania jeszcze większych prędkości, miały także powstałe równocześnie z nimi krążowniki liniowe, mające jednak słabsze opancerzenie. Generację drednotów zakończył Traktat Waszyngtoński z 1922 roku, podpisany przez główne potęgi morskie, zabraniający budowy nowych pancerników do 1931 roku, co następnie przedłużono do 1936 roku. Następnym etapem rozwoju okrętów liniowych były dopiero znacznie doskonalsze tzw. szybkie pancerniki, budowane od połowy lat trzydziestych XX wieku. Szybkie pancerniki połączyły cechy drednotów, takie jak silne opancerzenie i duża wytrzymałość, z podstawową zaletą krążowników liniowych, czyli dużą prędkością.
Duża liczba drednotów, zmodernizowanych w okresie międzywojennym, wzięła następnie udział w II wojnie światowej, okazując się wciąż na ogół wartościowymi i potężnymi okrętami. Część modernizowanych okrętów otrzymała nowe siłownie, pozwalające na zwiększenie prędkości. Na większości modernizowanych okrętów wzmocniono lub wymieniono artylerię średniego kalibru i przeciwlotniczą.
Podstawowe dane reprezentatywnych drednotów:
| Nazwa, państwo                      | Rok wodowania/ wejścia do służby | Wyporność normalna /pełna, t | Artyleria główna (układ dział / liczba dział salwy burtowej) | Maks. pancerz, mm: burty/ pokład/ wieże | Moc maszyn, KM / prędkość, w. (jeśli nie zaznaczono inaczej – turbiny parowe) | Uwagi                                                       |
| ----------------------------------- | -------------------------------- | ---------------------------- | ------------------------------------------------------------ | --------------------------------------- | ----------------------------------------------------------------------------- | ----------------------------------------------------------- |
| HMS Dreadnought (Wlk. Brytania)     | 1906 / 1906                      | 18 110 / 21 845              | 10 × 305 mm (5xII / 8)                                       | 280 / 76 / 280                          | 23 000 / 21 w.                                                                | Pierwszy drednot                                            |
| USS South Carolina (USA)            | 1906 / 1910                      | 16 000 / 17 700              | 8 × 305 mm (4xII / 8)                                        | 254 / 51/ 305                           | 16 500 / 18,5 w. (maszyna parowa)                                             | Pierwszy drednot amerykański i z artylerią w osi symetrii   |
| SMS Nassau (Niemcy)                 | 1908 / 1910                      | 18 570 / 21 000              | 12 × 280 mm (6xII / 8)                                       | 300 /? / 280                            | 22 000 / 19,5 w. (maszyna parowa)                                             | Pierwszy niemiecki typ drednotów                            |
| SMS Ostfriesland (Niemcy)           | 1909 / 1911                      | 22 400 / 25 200              | 12 × 305 mm (6xII / 8)                                       | 300 /? / 300                            | 28 000 / 20,3 w. (maszyna parowa)                                             |                                                             |
| SMS Viribus Unitis (Austro-Węgry)   | 1910 / 1912                      | 20 000 / 21 595              | 12 × 305 mm (4xIII / 12)                                     | 280 / 48 / 280                          | 26 400 / 20,3 w.                                                              | Jedyny typ austro-węgierskich drednotów                     |
| SMS Kaiser (Niemcy)                 | 1911 / 1912                      | 24 330 / 27 400              | 10 × 305 mm (5xII / 8-10)                                    | 350 /? / 300                            | 31 000 / 21 w.                                                                |                                                             |
| Settsu (Japonia)                    | 1911 / 1912                      | 21 443                       | 12 × 305 mm (6xII / 8)                                       | 305 / 30 / 280                          | 25 500 / 20 w.                                                                |                                                             |
| HMS Orion (Wlk. Brytania)           | 1911 / 1912                      | 22 200 / 25 870              | 10 × 343 mm (5xII / 10)                                      | 300 / 100 / 280                         | 27 000 / 21 w.                                                                | Pierwszy drednot z artylerią 343 mm (superdrednot)          |
| Dante Alighieri (Włochy)            | 1910 / 1913                      | 19 552 / 21 600              | 12 × 305 mm (4xIII / 12)                                     | 254 / 38/ 254                           | 32 190 / 22,8 w.                                                              | Pierwszy włoski drednot                                     |
| Courbet (Francja)                   | 1911 / 1913                      | 22 189 / 25 000              | 12 × 305 mm (6xII / 10)                                      | 270 / 70 / 320                          | 28 000 / 20 w.                                                                | Pierwszy francuski drednot                                  |
| Giulio Cesare (Włochy)              | 1911 / 1914                      | 23 000 / 24 800              | 13 × 305 mm (3xIII, 2xII / 13)                               | 250 /?/ 280                             | 31 000 / 21,5 w.                                                              | Używane podczas II wś.                                      |
| Gangut (Rosja)                      | 1911 / 1914                      | 23 360 / 25 850              | 12 × 305 mm (4xIII / 12)                                     | 229 / 76 / 203                          | 42 000 / 23 w.                                                                | Pierwszy rosyjski drednot, używane podczas II w.św.         |
| USS New York (USA)                  | 1912 / 1914                      | 27 000 / 28 367              | 10 × 356 mm (5xII / 10)                                      | 305 / 50 / 356                          | 28 100 / 21 w. (maszyna parowa)                                               | Używany podczas II wś.                                      |
| SMS König (Niemcy)                  | 1913 / 1915                      | 25 390 / 29 200              | 10 × 305 mm (5xII / 10)                                      | 350 /? / 300                            | 31 000 / 21 w.                                                                |                                                             |
| Bretagne (Francja)                  | 1913 / 1915                      | 23 320 / 25 000              | 10 × 340 mm (5xII / 10)                                      | 270 / 80 / 340                          | 29 000 / 20 w.                                                                | Używane podczas II wś.                                      |
| HMS Queen Elizabeth (Wlk. Brytania) | 1913 / 1915                      | 27 500 / 31 500              | 8 × 381 mm (4xII / 8)                                        | 330 / 76 / 330                          | 56 000 / 23 w.                                                                | Pierwszy drednot z artylerią 381 mm, używane podczas II wś. |
| Fuso (Japonia)                      | 1914 / 1915                      | 30 600 / 35 900              | 12 × 356 mm (6xII / 12)                                      | 305 / 76 / 305                          | 40 000 / 22,5 w.                                                              | Używane podczas II wś.                                      |
| USS Nevada (USA)                    | 1914 / 1916                      | 27 500 / 28 400              | 10 × 356 mm (2xIII, 2xII / 10)                               | 343 / 76/ 457                           | 26 500 / 20,5 w.                                                              | Używane podczas II wś.                                      |
| SMS Baden (Niemcy)                  | 1915 / 1916                      | 28 074 / 31 690              | 8 × 380 mm (4xII / 8)                                        | 350 /? / 350                            | 48 000 / 21 w.                                                                | Zatopiony 16 sierpnia 1921                                  |
| Nagato (Japonia)                    | 1919 / 1920                      | 33 800 / 38 500              | 8 × 406 mm (4xII / 8)                                        | 305 / 76 / 305                          | 80 000 / 26,5 w.                                                              | Pierwszy drednot z artylerią 406 mm, używane podczas II wś. |
| USS Maryland (USA)                  | 1920 / 1921                      | 32 600 / 33 590              | 8 × 406 mm (4xII / 8)                                        | 343 / 89/ 457                           | 28 900 / 21 w.                                                                | Używane podczas II wś.                                      |